# Jesús León Santos
Jesús León Santos é um ambientalista mexicano. Ele recebeu o Prémio Ambiental Goldman em 2008 pelos seus esforços para o desenvolvimento sustentável da agricultura na região dos Mixtecas, no estado de Oaxaca.